# Manega luddemanni
Manega luddemanni is een insect uit de familie van de Mantispidae, die tot de orde netvleugeligen (Neuroptera) behoort. 
Manega luddemanni is voor het eerst wetenschappelijk beschreven door Navás in 1930.